# Bola de Nieve
Ignacio Jacinto Villa Fernández (Guanabacoa, 11 de setembro de 1911 — Cidade do México, 2 de outubro de 1971), mais conhecido por seu nome artístico Bola de Nieve, foi um cantor, compositor e pianista cubano. Se trata de um genuíno ícone da idiossincrasia cubana.